# 劉毅 (1945年)
劉毅（1945年2月3日—），本名劉曉山， 廣東省人，臺湾英語補習班教师。於空軍官校49期畢業後, 1971年在台南創立「劉毅英文教育機構」，1984年創立「學習出版公司」，為首個結合補教的英語教材出版公司。2020年2月進入抖音、快手平台，成為台灣首位抖音、快手追蹤數超過百萬的補教網紅。

## 事件
- 2003年2月，劉毅本人提告英文補習班競爭對手徐薇抄襲其教材。[3]2004年，檢方認定徐薇補習班的英文教材抄襲劉毅英文的教材，將徐薇補習班實際負責該教材的國中部主任蔣美經提起公訴，而徐薇本人則因罪證不足而獲不起訴處分，風波暫時告一段落。[4]
- 2008年3月,  遠東航空爆發財務危機，劉毅開出月薪十萬元高薪，吸引空姐轉換跑道至旗下英文補習班，引起社會熱議。[5]
- 2017年，劉毅親筆公開信，力挺狼師陳國星，認為「長期性侵才叫狼師」，並稱讚其友陳國星是正人君子，此言論一出，受到社會廣大批評。[6][7]
- 2018年，劉毅開除李姓特助，並且指示新任紀姓特助，偽造李女簽名蓋章，向台北市教育局申請變更補習班設立人。2021年，檢方以「偽造文書罪」起訴劉毅，合議庭因此依偽造私文書罪判他5月徒刑，得易科罰金，緩刑2年，支付公庫10萬元，全案定讞。[8][9]

## 外部連結
- 劉毅的Facebook專頁